# 旧古塔农村居民点
旧古塔农村居民点（俄语：Старогутнянское сельское поселение）是俄罗斯联邦布良斯克州乌涅恰区所属的一个农村居民点。其下辖有5个居民点，行政中心为旧古塔。据2015年统计，该农村居民点的人口为1668人。